# 9617 Grahamchapman
9617 Grahamchapman este un asteroid din centura principală de asteroizi.

## Descriere
9617 Grahamchapman este un asteroid din centura principală de asteroizi. A fost descoperit pe 17 martie 1993 la Observatorul La Silla în cadrul programului UESAC. Asteroidul prezintă o orbită caracterizată de o semiaxă mare de 2,22 ua, o excentricitate de 0,11 și o înclinație de 6,1° în raport cu ecliptica.